# Hersenschors
De hersenschors of  cortex cerebri is het gebied in de hersenen waar informatie uit de rest van het lichaam ontvangen, geanalyseerd en geïnterpreteerd wordt. Vervolgens wordt deze geïnterpreteerde informatie in de hersenschors weer omgezet in gedachten, in innerlijke spraak en mentale beelden, en concrete aansturingen van het lichaam, in de vorm van spreken en handelen.
De cortex is de buitenste laag van de grote hersenen. Het bevat hersenwindingen, of gyri, die door hersengroeven worden gescheiden. Diepe groeven worden ook fissurae genoemd en ondiepe groeven sulci. Een voorbeeld van een fissura of fissuur is de fissura sagittalis, die vanaf het achterste gedeelte van de hersenschors tot helemaal vooraan loopt. Deze scheidt de twee hersenhelften in een linker en een rechter deel, in een linker en een rechter hemisfeer. Twee andere belangrijke groeven zijn de fissura lateralis, die tussen de temporale kwabben en de pariëtale kwabben ligt, en de sulcus centralis die de scheiding vormt tussen de voorste en achterste schorsgebieden.
De kleine hersenen, of cerebellum, hebben ook een buitenste laag die men hersenschors kan noemen. Men kan de schors van de kleine hersenen en die van de grote hersenen onderscheiden door de eerste cortex cerebelli en de tweede cortex cerebri te noemen. Met hersenschors, of alleen maar cortex, wordt meestal de cortex cerebri bedoeld. Het bovenste deel van de cortex cerebri, dat uit zes lagen van samen twee à vier mm bestaat, wordt de neocortex genoemd. Het deel daaronder van de cortex cerebri bestaat uit minder dan zes lagen en wordt de allocortex genoemd.
De hersenen zijn uit grijze stof en witte stof opgebouwd. De eerste wordt ook wel roze stof genoemd: dit is de oorspronkelijke kleur voordat verkleuring bij preparatie optreedt. De grijze stof is uit zenuwcellen, of neuronen, en hun dendrieten samengesteld. De witte stof bestaat uit axonen en is wit vanwege de isolerende myelineschedes eromheen. De grijze stof dient grofweg voor het geheugen, de witte voor de verbindingen tussen de hersengebieden.

## Onderverdeling
De hersenschors bestaat uit twee hoefijzervormige helften met ieder vier onderdelen. Mensen hebben van deze vier kwabben er ieder twee, links en rechts in het hoofd. 
- De temporale kwab, lobus temporalis of slaapkwab. Deze delen van de hersenen liggen net boven de oren. Ze zorgen voor het verbale geheugen, de spraak en het gehoor. Het centrum van Wernicke voor het taalbegrip, is bijvoorbeeld op de, meestal linker, temporale kwab te vinden.
- De occipitale kwab, lobus occipitalis of achterhoofdskwab ligt aan de achterkant van de hersenen. Dit deel zorgt voor het ontvangen, integreren en verwerken van visuele informatie. Het is de visuele schors.
- De pariëtale kwab, lobus parietalis of wandbeenkwab ligt in het gebied hoog achterin van de cortex cerebri. Hier worden signalen vanuit spieren en gewrichten verwerkt. De integratie van de zintuiglijke indrukken en het ruimtelijke inzicht zijn hier ook gelokaliseerd.
- De frontale kwab, lobus frontalis of voorhoofdskwab, die aan de voorkant ligt. Dit deel zorgt onder meer voor de persoonlijkheid. Functies als motivatie of onderdrukking van gedrag, redeneren en termijnplanning ontwikkelen zich gedurende de puberteit in dit gebied.